# 아진그룹
아진(영어: Ajin)은 대한민국에 본사를 둔 다국적 기업집단이다.
실제로 아진그룹이라는 상호의 회사가 존재하는 것은 아니며, 아진산업을 중심으로 대우전자부품, 우신산업 등 다수의 계열사를 두고 있다. 공정거래위원회는 아진산업과 그 계열사를 중견기업 기업집단으로 지정하였다.

## 연혁

### 1970년 - 1999년
- 1976년 4월 아진산업사 창업
- 1978년 5월 아진산업(주) 법인 설립
- 1979년 3월 공장기숙사 사무실 800평 증축
- 1981년 7월 노동조합 설립
- 1987년 3월 우신산업 설립
- 1993년 10월 경북 경산시 진량읍 제2공단 준공
- 1995년 2월 본사 이전: 경북 경산시 진량읍 신상리 진량공단내

### 2000년 - 2009년
- 2006년 12월 아진실업 유한공사 설립
- 2006년 12월 중국 상해 공장 기공식
- 2008년 2월 아진USA 미국 현지법인설립
- 2008년 2월 미국 앨라배마 쿠세타산업단지 공장착공
- 2009년 12월 대우전자부품 인수

### 2010년 - 현재
- 2011년 1월 (주)KCO에너지 인수
- 2011년 2월 대우기전 자본참여

- 2011년 2월 아진카인텍 설립
- 2011년 7월 우신USA 미국 현지법인 설립
- 2013년 2월 강소아진기차배건 유한공사 설립
- 2016년 6월 아진산업(주) 경주 구어공장 착공(6700평 규모, 17년 3월 양산가동)[3]
- 2017년 2월 (주)아진금형텍 설립
- 2018년 7월 중국 동풍실업과 합작사 동풍대우 전자부품 설립
- 2018년 11월 중국 동풍실업과 합작사 동풍아진 기차영부건유한공사 설립

## 계열사

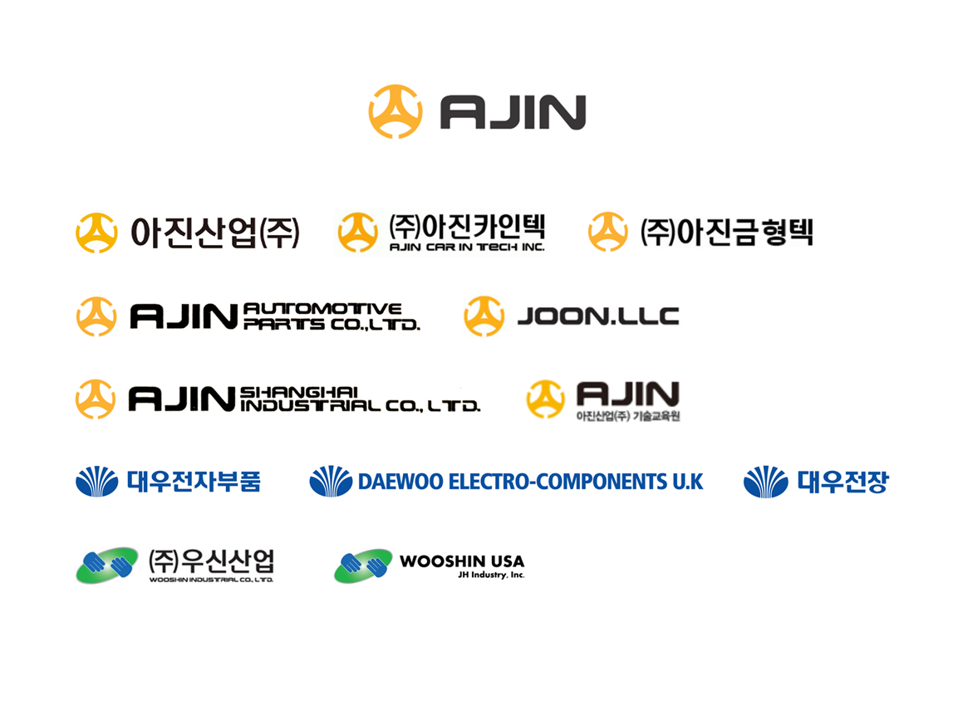
아진그룹 주요 계열사 CI

아진그룹에 속하는 회사는 아래와 같다. 사실상 (주)우신산업이 지주회사이다.
| 계열회사명                                  | 업종                      |
| ------------------------------------------- | ------------------------- |
| 자동차 부문                                 |                           |
| 아진산업                                    | 자동차부품 제조업         |
| 아진카인텍                                  | 기계 · 설비 · 자동차      |
| 아진금형텍                                  | 자동차부품 제조업         |
| 아진실업유한공사                            | 자동차부품 제조업         |
| 아진산업제일차                              | 자동차부품 제조업         |
| 동풍아진                                    | 자동차부품 제조업         |
| 우신산업                                    | 자동차부품 제조업         |
| 강소아진기차배건유한공사                    | 자동차부품 제조업         |
| 산동중호기차배건유한공사                    | 자동차부품 제조업         |
| 준텍㈜                                      | 부품 성형해석과 금형 개발 |
| 남서직침유한공사                            | 자동차부품 제조업         |
| JOON, INC                                   | 자동차부품 제조업         |
| JOON, LLC.                                  | 자동차부품 제조업         |
| JH INDUSTRY, INC                            | 자동차부품 제조업         |
| 대우전자부품                                | 전자부품, 전장            |
| 대우전장                                    | 반도체                    |
| 대우ECC기전유한공사                         | 전자부품, 전장            |
| 대우동풍전자부품                            | 자동차 전자               |
| DAEWOO ELECTRONIC EQUIPMENT VIETNAM CO,.LTD | 전자부품, 전장            |
| SUZHOU A&T TECHNOLOGY CO.,LTD               | 전자부품, 전장            |
| SHANDONG PARTSNIC EQUIPMENT CO.,LTD         | 전자부품, 전장            |
| SHANDONG PARTSNIC ELECTRONICS CO.,LTD       | 전자부품, 전장            |
| PARTSNIC U.K CO,.LTD                        | 전자부품, 전장            |
| 에너지 부문                                 |                           |
| KCO에너지                                   | 석유 · 화학 · 에너지      |

## 경영진
- 회장급
  - 서중호 (아진산업 대표이사 사장 겸 우신산업 대표이사 사장)

- 사장급
  - 정명환 (대우전장 대표이사 사장 겸 오토아이티 대표이사 사장) 
  - 문종은 (대우전자부품 대표이사 사장)
  - 홍만근 (우신산업 대표이사)
  - 민병조 (아진카인텍 대표이사)
- 부사장급
  - 최호선 (아진산업 부사장)

- 이사급
  - 배한봉 (아진산업 상무이사)
  - 김태철 (아진산업 상무이사)
  - 손종성 (아진산업 상무이사)
  - 성영주 (아진카인텍 이사)
  - 김재욱 (아진카인텍 상무이사)
  - 오병성 (대우전자부품 상무이사)
  - 김종신 (대우전자부품 사외이사)
  - 손종성 (강소아진기차배건유한공사 사내이사)
  - 서병학 (남서직침유한공사 이사)
  - 이춘우 (아진금형텍 사내이사)

## 스포츠

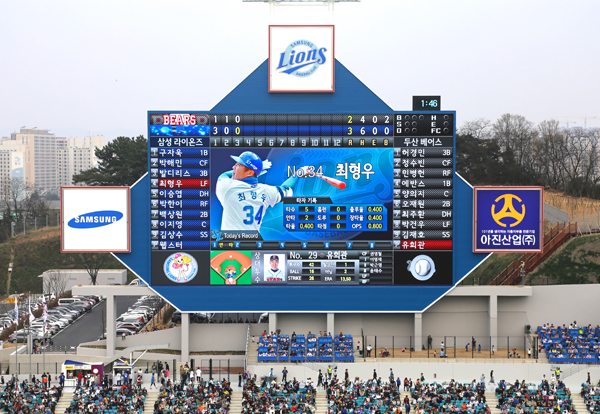
대구 삼성 라이온즈 파크 전광판 아진산업 마킹

- 대구 FC
- 대구 삼성 라이온즈 파크
- 대구 삼성 라이온즈 파크 전광판 아진산업 마킹대구시 장애인 체육회
- 경북 테니스협회
- 재단법인 양준혁 야구재단